# Чемпіонат націй КОНКАКАФ 1989 (кваліфікація)
16 країн КОНКАКАФ подали заявки на участь у чемпіонаті. Проте ФІФА відкинула  Беліз через його заборгованості перед ФІФА.
Відбірковий турнір був зіграний у два етапи:
- Перший етап:  Канада,  Гондурас,  Сальвадор,  США і  Мексика (п'ять команд з найвищим рейтингом ФІФА) виходять відразу в другий етап. Інші 10 команд були розбиті попарно і у двох матчах (вдома і в гостях) визначали учасників другого етапу.
- Другий етап: 10 команд були розбиті попарно і у двох матчах (вдома і в гостях) визначали п'ятьох учасників фінального турніру Чемпіонату націй КОНКАКАФ 1989.

## Перший етап
| 17 квітня 1988 |

| Гаяна | 0–4 | Тринідад і Тобаго               |
| ----- | --- | ------------------------------- |
|       |     | Елліот-Аллен Фаустін Лейк Скіні |

| Джорджтаун, Гаяна Арбітр: Омар Монсон (Пуерто-Рико) |

| 8 травня 1988 |

| Тринідад і Тобаго | 1–0 | Гаяна |
| ----------------- | --- | ----- |
| Корнеал 68'       |     |       |

| Порт-оф-Спейн, Тринідад і Тобаго Арбітр: Саксесс (Нідерландські Антильські острови) |

  Тринідад і Тобаго переміг з рахунком 5–0 за сумою двох матчів і вийшов у Другий раунд.
| 30 квітня 1988 |

| Куба | 0–1 | Гватемала |
| ---- | --- | --------- |
|      |     | Лопес 44' |

| Гавана, Куба Арбітр: Родольфо Мартінес (Гондурас) |

| 15 травня 1988 |

| Гватемала        | 1–1 | Куба         |
| ---------------- | --- | ------------ |
| Перес 68' (пен.) |     | Гонсалес 40' |

| Сан-Маркос, Гватемала Арбітр: Салас (США) |

 Гватемала перемогла з рахунком 2–1 за сумою двох матчів і вийшла у Другий раунд.
| 12 травня 1988 |

| Ямайка                | 1–0 | Пуерто-Рико |
| --------------------- | --- | ----------- |
| Дейв Брукс 10' (пен.) |     |             |

| Кінгстон, Ямайка Арбітр: Мелендес Гонсалес (Гватемала) |

| 29 травня 1988 |

| Пуерто-Рико     | 1–2 | Ямайка          |
| --------------- | --- | --------------- |
| де ла Кампа 52' |     | Англін 32', 78' |

| Сан-Хуан, Пуерто-Рико Арбітр: Пірсон (Багами) |

 Ямайка перемогла з рахунком 3–1 за сумою двох матчів і вийшла у Другий раунд.
| 19 червня 1988 |

| Антигуа і Барбуда | 0–1 | Нідерландські Антильські острови |
| ----------------- | --- | -------------------------------- |
|                   |     | Ровіна                           |

| Сент-Джонс, Антигуа і Барбуда Арбітр: Хосе Ернандес (Коста-Рика) |

| 29 липня 1988 |

| Нідерландські Антильські острови | 3–1 (д.ч.) | Антигуа і Барбуда |
| -------------------------------- | ---------- | ----------------- |
| Ровіна 104' 118' Росіна 120'     |            | Едвардс 38'       |

| Віллемстад, Нідерландські Антильські острови Арбітр: Хосе Антоніо Гарса (Мексика) |

 Антигуа і Барбуда перемогли з рахунком 4–1 за сумою двох матчів і вийшли у Другий раунд.
| 17 липня 1988 |

| Коста-Рика | 1–1 | Панама       |
| ---------- | --- | ------------ |
| Хара 26'   |     | Мендьєта 17' |

| Алахуела, Коста-Рика Арбітр: Рафаель Родрігес (Сальвадор) |

| 31 липня 1988 |

| Панама | 0–2 | Коста-Рика            |
| ------ | --- | --------------------- |
|        |     | Каяссо 1' Медфорд 71' |

| Панама, Панама Арбітр: Чарльз Бренч (Тринідад і Тобаго) |

 Коста-Рика перемогла з рахунком 3–1 за сумою двох матчів і вийшла у Другий раунд.

## Другий раунд
| 1 жовтня 1988 |

| Нідерландські Антильські острови | 0–1 | Сальвадор  |
| -------------------------------- | --- | ---------- |
|                                  |     | Гарсія 53' |

| Віллемстад, Нідерландські Антильські острови Арбітр: Чарльз Бренч (Тринідад і Тобаго) |

| 16 жовтня 1988 |

| Сальвадор                                         | 5–0 | Нідерландські Антильські острови |
| ------------------------------------------------- | --- | -------------------------------- |
| Кореас 5' К. Сапата Гарсія 35' Л. Сапата 58', 68' |     |                                  |

| Сан-Сальвадор, Сальвадор Арбітр: Бакнор (Ямайка) |

 Сальвадор переміг з загальним рахунком 6–0 і кваліфікувався у фінальну частину Чемпіонату націй КОНКАКАФ.
| 24 липня 1988 |

| Ямайка | 0–0 | США |
| ------ | --- | --- |
|        |     |     |

| Кінгстон, Ямайка Арбітр: Лопес (Гондурас) |

| 13 серпня 1988 |

| США                                              | 5–1 | Ямайка       |
| ------------------------------------------------ | --- | ------------ |
| Бліс 18' У. Перес 68' Клопас 76', 85' Крумпе 78' |     | Стерлінг 54' |

| Фентон, США Арбітр: Девід Бруммітт (Канада) |

 США перемогли з загальним рахунком 5–1 і кваліфікувались у фінальну частину Чемпіонату націй КОНКАКАФ.
| 30 жовтня 1988 |

| Тринідад і Тобаго | 0–0 | Гондурас |
| ----------------- | --- | -------- |
|                   |     |          |

| Порт-оф-Спейн, Тринідад і Тобаго Арбітр: Артуро Брісіо Картер (Мексика) |

| 13 листопада 1988 |

| Гондурас   | 1–1 | Тринідад і Тобаго |
| ---------- | --- | ----------------- |
| Флорес 20' |     | Чарльз 56'        |

| Tegucigalpa, Honduras Арбітр: Тоні Евангеліста (Канада) |

Загальний рахунок двобою був 1–1, проте  Тринідад і Тобаго завдяки голу на виїзді кваліфікувався у фінальну частину Чемпіонату націй КОНКАКАФ.
| 9 жовтня 1988 |

| Гватемала           | 1–0 | Канада |
| ------------------- | --- | ------ |
| Б. Перес 20' (пен.) |     |        |

| Гватемала, Гватемала Арбітр: Братсіс (США) |

| 15 жовтня 1988 |

| Канада                            | 3–2 | Гватемала                  |
| --------------------------------- | --- | -------------------------- |
| Мітчелл 63', 83' (пен.) Брідж 88' |     | Паніагуа 7' Кастаньєда 37' |

| «Свонгард», Бернабі, Канада Арбітр: Берні Ульоа (Коста-Рика) |

Загальний рахунок двобою був 3–3, однак  Гватемала завдяки голу на виїзді кваліфікувалась у фінальну частину Чемпіонату націй КОНКАКАФ.
 Мексика була дискваліфікована за участь кількох гравців невідповідного віку у молодіжному чемпіонаті КОНКАКАФ 1988 року, через що її суперник  Коста-Рика автоматично кваліфікувалась у фінальну частину Чемпіонату націй КОНКАКАФ.